# Guatteria
Guatteria är ett släkte av kirimojaväxter. Guatteria ingår i familjen kirimojaväxter.

## Dottertaxa tillGuatteria, i alfabetisk ordning[1]
- Guatteria aberrans
- Guatteria acrantha
- Guatteria acutissima
- Guatteria aeruginosa
- Guatteria alata
- Guatteria allenii
- Guatteria alta
- Guatteria alticola
- Guatteria alutacea
- Guatteria amplifolia
- Guatteria anomala
- Guatteria anteridifera
- Guatteria anthracina
- Guatteria arenicola
- Guatteria argentea
- Guatteria asplundiana
- Guatteria atabapensis
- Guatteria atra
- Guatteria augusti
- Guatteria australis
- Guatteria axilliflora
- Guatteria ayangannae
- Guatteria berteriana
- Guatteria blainii
- Guatteria blepharophylla
- Guatteria boliviana
- Guatteria brachypoda
- Guatteria brevipedicellata
- Guatteria brevipetiolata
- Guatteria calimensis
- Guatteria calliantha
- Guatteria campestris
- Guatteria campinensis
- Guatteria candolleana
- Guatteria caniflora
- Guatteria cardoniana
- Guatteria cargadero
- Guatteria caribaea
- Guatteria castilloi
- Guatteria cestrifolia
- Guatteria chasmantha
- Guatteria chiriquiensis
- Guatteria chocoensis
- Guatteria choroniensis
- Guatteria chrysophylla
- Guatteria cinnamomea
- Guatteria citriodora
- Guatteria clusiifolia
- Guatteria collina
- Guatteria columbiana
- Guatteria confusa
- Guatteria conspicua
- Guatteria coriacea
- Guatteria costaricencis
- Guatteria crassipes
- Guatteria cryandra
- Guatteria cuatrecasasii
- Guatteria cubensis
- Guatteria curvipetala
- Guatteria decandra
- Guatteria decurrens
- Guatteria denudata
- Guatteria diospyroides
- Guatteria discolor
- Guatteria dolichophylla
- Guatteria dolichopoda
- Guatteria duckeana
- Guatteria dumetorum
- Guatteria duodecima
- Guatteria dura
- Guatteria ecuadorensis
- Guatteria elata
- Guatteria elegans
- Guatteria elegantissima
- Guatteria elliptica
- Guatteria elongata
- Guatteria emarginata
- Guatteria eriantha
- Guatteria eriopoda
- Guatteria eugeniifolia
- Guatteria excelsa
- Guatteria eximia
- Guatteria ferruginea
- Guatteria flabellata
- Guatteria flagelliflora
- Guatteria flexilis
- Guatteria foliosa
- Guatteria fractiflexa
- Guatteria friesiana
- Guatteria galeottiana
- Guatteria gamosepala
- Guatteria gentryi
- Guatteria glauca
- Guatteria goudotiana
- Guatteria gracilipes
- Guatteria grandiflora
- Guatteria grandipes
- Guatteria griseifolia
- Guatteria guentheri
- Guatteria guentheriana
- Guatteria guianensis
- Guatteria heteropetala
- Guatteria heterotricha
- Guatteria hirsuta
- Guatteria hispida
- Guatteria hyposericea
- Guatteria insculpta
- Guatteria insignis
- Guatteria intermedia
- Guatteria inundata
- Guatteria jamundensis
- Guatteria japurensis
- Guatteria jefensis
- Guatteria jurgensenii
- Guatteria juruensis
- Guatteria krukoffii
- Guatteria lanceolata
- Guatteria latifolia
- Guatteria latipetala
- Guatteria latisepala
- Guatteria laurina
- Guatteria lawrancei
- Guatteria lehmannii
- Guatteria leiocarpa
- Guatteria leucotricha
- Guatteria liesneri
- Guatteria longedecurrens
- Guatteria longepetiolata
- Guatteria longestipitata
- Guatteria longicuspis
- Guatteria longipes
- Guatteria lucens
- Guatteria lucida
- Guatteria macrocalyx
- Guatteria macrocarpus
- Guatteria macropetala
- Guatteria macropus
- Guatteria maguirei
- Guatteria maypurensis
- Guatteria megalophylla
- Guatteria melinii
- Guatteria meliodora
- Guatteria metensis
- Guatteria microcarpa
- Guatteria minutiflora
- Guatteria modesta
- Guatteria monticola
- Guatteria montis-trinitatis
- Guatteria myriocarpa
- Guatteria neglecta
- Guatteria notabilis
- Guatteria novogranatensis
- Guatteria oblanceolata
- Guatteria obliqua
- Guatteria oblonga
- Guatteria oblongifolia
- Guatteria obovata
- Guatteria occidentalis
- Guatteria odorata
- Guatteria oligocarpa
- Guatteria olivacea
- Guatteria oliviformis
- Guatteria ouregou
- Guatteria ovalifolia
- Guatteria oxycarpa
- Guatteria pachyphylla
- Guatteria pacifica
- Guatteria pakaraimae
- Guatteria paludosa
- Guatteria panamensis
- Guatteria pannosa
- Guatteria paraensis
- Guatteria partangensis
- Guatteria parviflora
- Guatteria pastazae
- Guatteria pavonii
- Guatteria persicifolia
- Guatteria peruviana
- Guatteria petiolata
- Guatteria phanerocampta
- Guatteria pilosula
- Guatteria pittieri
- Guatteria platyphylla
- Guatteria poeppigiana
- Guatteria pogonopus
- Guatteria pohliana
- Guatteria polyantha
- Guatteria pondok
- Guatteria procera
- Guatteria pteropus
- Guatteria pudica
- Guatteria punctata
- Guatteria quinduensis
- Guatteria ramiflora
- Guatteria recurvisepala
- Guatteria reinaldii
- Guatteria richardii
- Guatteria rigida
- Guatteria riparia
- Guatteria rostrata
- Guatteria rotundata
- Guatteria rubrinervis
- Guatteria rufotomentosa
- Guatteria rupestris
- Guatteria sabuletorum
- Guatteria saffordiana
- Guatteria sagotiana
- Guatteria sanctae-crucis
- Guatteria scalarinervia
- Guatteria scandens
- Guatteria schomburgkiana
- Guatteria schunkevigoi
- Guatteria scytophylla
- Guatteria sellowiana
- Guatteria sessilicarpa
- Guatteria slateri
- Guatteria sodiroi
- Guatteria spatulata
- Guatteria speciosa
- Guatteria spectabilis
- Guatteria sphaerantha
- Guatteria stenocarpa
- Guatteria stenopetala
- Guatteria stipitata
- Guatteria subsessilis
- Guatteria sylvicola
- Guatteria talamancana
- Guatteria tenera
- Guatteria terminalis
- Guatteria tomentosa
- Guatteria tonduzii
- Guatteria trichocarpa
- Guatteria trichostemon
- Guatteria ucayaliana
- Guatteria umbonata
- Guatteria wachenheimii
- Guatteria venezuelana
- Guatteria venosa
- Guatteria verrucosa
- Guatteria verruculosa
- Guatteria wessels-boerii
- Guatteria williamsii
- Guatteria villosissima
- Guatteria viridiflora
- Guatteria wokomungensis
- Guatteria zamorae